# Dream Scenario
Dream Scenario is een Amerikaanse filmkomedie uit 2023, geregisseerd en geschreven door Kristoffer Borgli.

## Verhaal
Paul Matthews (Nicolas Cage) is een kalende onopvallende biologieprofessor die op een dag opduikt in een droom van zijn dochter en vervolgens in een droom van zijn ex. Nog opvallender is dat hij plots opduikt in de dromen van miljoenen mensen die nog nooit van de professor gehoord hebben. Daardoor wordt hij op korte tijdspanne een celebrity, maar helaas ondervindt hij al snel de nadelen van zijn bekendheid.

## Rolverdeling
| Acteur             | Personage      |
| ------------------ | -------------- |
| Nicolas Cage       | Paul Matthews  |
| Julianne Nicholson | Janet Matthews |
| Michael Cera       | Trent          |
| Tim Meadows        | Brett          |
| Amber Midthunder   | Haley          |
| Dylan Gelula       | Molly          |
| Dylan Baker        | Richard        |

## Productie
In augustus 2022 kondigde A24 de film Dream Scenario aan, geschreven en geregisseerd door Kristoffer Borgli. Nicolas Cage, Julianne Nicholson, Michael Cera, Tim Meadows, Kate Berlant, Dylan Baker en Dylan Gelula werden in de film gecast. Ari Aster, Lars Knudsen en Cage zullen instaan voor de filmproductie. De filmopnames gingen van start einde oktober 2022 in Toronto, Canada en er werd gefilmd tot november.

### Release en ontvangst
Dream Scenario ging op 9 september 2023 in première op het Internationaal filmfestival van Toronto als openingsfilm van de Platform Prize-selectie. De film kreeg overwegend positieve kritieken van de filmcritici, met een score van 92% op Rotten Tomatoes, gebaseerd op 48 beoordelingen.

## Prijzen en nominaties
De belangrijkste:
| Jaar | Prijs            | Categorie                                     | Genomineerde(n)                 | Uitslag     |
| ---- | ---------------- | --------------------------------------------- | ------------------------------- | ----------- |
| 2024 | Satellite Awards | Beste komische of muzikale film               | Beste komische of muzikale film | Genomineerd |
| 2024 | Satellite Awards | Beste acteur in een komische of muzikale film | Nicolas Cage                    | Genomineerd |